# Graham Barrett
Graham Barrett, irski nogometaš, * 6. oktober 1981, Dublin, Irska.
Barrett je za irsko nogometno reprezentanco odigral šest tekem in dosegel dva gola.